# 米格尔·塞尔德兰
米格尔·安赫尔·塞尔德兰·马图特（西班牙語：Miguel Ángel Celdrán Matute，1940年3月4日—2021年1月28日），西班牙政治人物，曾任巴达霍斯市长。

## 生平
1940年3月4日出生于巴达霍斯，曾就读于当地的聖母小昆仲會学校。之后在科尔多瓦学习工业工程技术，从事过房地产估价师、政府安全与卫生技术工程师、驾校校长等职业。1990年加入人民党。1991年5月在市政选举当选市议会议员。1995年以绝对多数当选为市长，此后在1999年、2003年、2007年和2011年连续当选市长。2000年10月至2004年12月，担任巴达霍斯人民党主席。2004年至2007年担任西班牙参议院议员。2013年辞去市长职务。
2020年9月，他被诊断出癌症，病情在12月恶化。2021年1月28日逝世，终年80岁。